# برايان دانيلز
برايان دانيّلز (بالإنجليزية: Brian Daniels)‏ هو لاعب كرة قدم أمريكية أمريكي، ولد في 31 أكتوبر 1984.